# 화원 우배선 의병진 관련자료-교지(교첩)
화원 우배선 의병진 관련자료-교지(교첩)(花園 禹拜善 義兵陳 關聯資料-敎旨(敎牒))은 대구광역시 달서구에 있는 조선시대의 국왕문서이다. 2002년 1월 2일 대한민국의 보물 제1334-2호로 지정되었다.

## 개요
이 문서는 대구 월촌의 단양우씨 종손가에 소장되어 있던 월곡(月谷) 우배선(禹拜善, 1569~1621)과 관련된 교지, 간찰, 각택기에 관한 것이다.
우배선은 임진왜란 때의 의병장으로 본관은 단양(丹陽). 자는 사성(師聖), 호는 월곡(月谷)이다. 임진왜란 직후에 전쟁에 대한 공로로 1604년 선무원종공신(宣武原從功臣)에 책록되었다. 먼저 우배선과 관련한 교지 12점을 보면, 교첩 2점ㆍ교지 8점ㆍ추증교지 2점이 있다. 교지는 왕이 신하에게 관직(官職), 관작(官爵), 시호(諡號), 자격(資格), 토지 및 노비 등을 내려주는 문서이다. 교첩은 왕이 5품 이하의 관리를 임명할 때 발급하는 사령장이다. 교첩의 내용을 보면, 선조 26년(1593) 2월 군공(軍功)으로 장사랑 예빈시참봉(將仕郞禮賓寺參奉)인 우배선을 선무랑 행군기시주부(宣務郞行軍器寺主簿)로, 같은 해 3월 역시 군공으로 군기시주부에서 봉훈랑 군기시판관(奉訓郞軍器寺判官)으로 승진시킨 사령장이다.
교지는 그를 1593년 5월 통훈대부 군자감정 겸 합천군수(通訓大夫軍資監正兼陜川郡守)로 임명하는 것에서 선조 38년(1605) 4월 절충장군 행경상좌도수군우후(折衝將軍行慶尙左道水軍虞侯)에 임명하는 것까지 8점이 있다. 나머지 추증교지 2점은 선조 36년(1603) 2월 우배선이 선무원종공신(宣武原從功臣)에 책록됨으로써, 그의 부친 우성덕(禹成德)을 가선대부 호조참판 겸 동지의금부사(嘉善大夫戶曺參判兼同知義禁府事), 같은 해 같은 날 그의 모친 장씨(蔣氏)를 정부인(貞夫人)에 각각 추증한 것이다.
다음으로 간찰 1점은 정인홍(鄭仁弘, 1535~1623)이 당시 합천군수를 지내고 있던 우배선에게 보낸 것이고, 각택기(各宅記)는 영의정 이덕형(李德馨)ㆍ좌의정 윤승훈(尹承勳)ㆍ우의정 류영경(柳永慶) 등 주요 고관들의 명단과 그들의 거주지를 간략하게 적어 놓은 것이다.

## 같이 보기
- 화원 우배선 의병진 관련자료-군공책 (보물 제1334-1호)

## 참고 자료
- 화원 우배선 의병진 관련자료-교지(교첩) - 국가유산청 국가유산포털